# Kōgyoku
La Emperatriz Kōgyoku (皇極天皇 Kōgyoku-tennō?), también conocida como Emperatriz Saimei (斉明天皇 Saimei-tennō?) (594–24 de agosto de 661), fue la 35.º y 37.º Emperatriz del Japón, según el orden tradicional de sucesión. Fue la segunda mujer en ascender al Trono del Crisantemo. Desde el 18 de febrero de 642 asumió al trono como la emperatriz Kōgyoku, pero abdicó tras el asesinato de Soga no Iruka y le sucedió en el trono su hermano, el Emperador Kōtoku, el 12 de julio de 645. Tras la muerte del emperador Kōtoku el 24 de noviembre de 654, reascendió al trono con el nombre de emperatriz Saimei, el 14 de febrero de 655, y reinó hasta su muerte en 661. Antes de ser ascendida al Trono de Crisantemo, su nombre personal (imina) no es conocido, pero era conocido como Ame Toyo-takara ikashi-hi tarashi-hime.

## Genealogía
Fue la bisnieta del Emperador Bidatsu. Fue esposa y emperatriz consorte del Emperador Jomei. Tuvieron tres hijos: el príncipe Naka no Ōe (Emperador Tenji), príncipe Ōama (Emperador Tenmu), y la princesa Hashihito (emperatriz consorte del Emperador Kōtoku).

## Biografía
Asumió el trono con el nombre de emperatriz Kōgyoku en 642 a la edad de 48 años. Durante este período, el clan Soga asumió el poder. Su hijo, el príncipe Naka no Ōe planeó un golpe de Estado en contra de dicho clan y asesinó a su líder, Soga no Iruka en la corte, enfrente del trono de la emperatriz. Impactada por el incidente, abdicó en 645 a la edad de 51 años, a favor del Emperador Kōtoku.
Tras la muerte de éste en 655, el príncipe Naka no Ōe era el príncipe de la Corona, pero deseaba que su madre reascendiera al trono con el nombre de emperatriz Saimei, a la edad de 61 años. No obstante, el poder político en Japón la poseía el príncipe y no la emperatriz. 
Durante 660, el reino de Baekje en Corea fue destruido; Japón ayudó a este reino con el intento de tomar el territorio de Baekje. A comienzos de 661, la emperatriz Saimei partió de la capital en la provincia de Yamato en Honshu, con un ejército y una flota, y cruzaron el Mar Interior desde el este al oeste. La Emperatriz Saimei permaneció en el Palacio Temporal de Ishiyu, en la provincia de Iyo. En el mes de mayo llegó al Palacio Asakura en el norte de la provincia de Tsukushi en Kyushu. El ejército aliado de Japón y Baekje estaba preparado para luchar contra el reino de Silla, pero el 24 de julio de 661, la emperatriz fallece a la edad de 67 años en el Palacio Asakura, antes de partir a Corea. En el mes de octubre, su cuerpo fue trasladado desde Kyushu hasta Naniwa (actual Osaka). Su funeral se celebró en noviembre.
Tras su muerte, el príncipe Naka no Ōe ascendió al trono en 663, tras la batalla contra Silla y la China de la dinastía Tang.

## Kugyō
Kugyō (公卿) es el término colectivo para los personajes más poderosos y directamente ligados al servicio del emperador del Japón anterior a la restauración Meiji. Eran cortesanos hereditarios cuya experiencia y prestigio les había llevado a lo más alto del escalafón cortesano.
Como Emperatriz Saimei
- Sadaijin: Kose Toko no Ō-omi[5]
- Udaijin:
- Nadaijin: Nakatomi Kamako no Muraji[5]

## Eras
Durante los reinados de la emperatriz Kōgyoku y de la emperatriz Saimei no se encuentra en una era o nengō. En el caso de su primer reinado, aún no se había inventado el sistema (sería creado en 645), en el caso del segundo reinado, se descontinuó su uso.
- Periodo Saimei (655-661) – no es nengō